# Jessie Murph
Jessie Murph (* 22. September 2004 in Clarksville, Tennessee) ist eine US-amerikanische Popsängerin. 2021 kam sie erstmals in die Charts. Mit Songs wie Wild Ones und High Road schaffte sie 2023/24 den Durchbruch.

## Biografie
Geboren wurde Jessie Murph in Tennessee, aufgewachsen ist sie in Huntsville im Bundesstaat Alabama. Beide Eltern waren Musiker und bildeten die Grundlage für ihre Musikkarriere. Sie spielt Klavier, Gitarre und Ukulele. Später zogen sie um nach Athens. Als Teenager begann sie, verschiedene Videos online zu stellen, darunter auch Coversongs. Columbia Records wurde auf sie aufmerksam und nahm sie 2021 unter Vertrag. Sie begann auch sofort mit der Veröffentlichung mehrerer Singles, mit dem fünften Song Always Been You gelang ihr noch im selben Jahr der Durchbruch. Das Lied schaffte es in die US-Singlecharts und erreichte Platinstatus. Die folgende Single Pray war ähnlich erfolgreich und kam auch in die britischen Charts. Diese und drei weitere Singles erreichten Gold und wurden Anfang 2023 auf dem Mixtape Drowning veröffentlicht, das in die Albumcharts einstieg.
Danach folgte eine ganze Reihe von Kollaborationen. Mit Maren Morris nahm sie den Song Texas auf. Auf Diplos Album Swamp Savant war sie beim Lied Heartbroken beteiligt, das ein weiterer Chart- und Platinhit wurde. Übertroffen wurde es von dem Song Wild Ones, ein Duett mit Jelly Roll, mit dem sie erstmals in die Top 40 der Charts kam und das 3-fach-Platin erreichte. Bei den MTV Video Music Awards 2024 erhielt sie dafür zwei Nominierungen für Auszeichnungen. Mit Koe Wetzel und dessen Song High Road kam sie 2024 auf Platz 22 der Singlecharts. Im Herbst dieses Jahres veröffentlichte sie ihr erstes Studioalbum That Ain’t No Man That’s the Devil mit weiteren Kollaborationen mit Teddy Swims und Bailey Zimmerman. Es platzierte sich auf Platz 24 der Billboard 200. Sie arbeitete viel mit Countrysängern zusammen und sie hat auch starke Countryeinflüsse in ihrer Musik.

## Diskografie

### Alben
| Jahr | Titel                              | Höchstplatzierung, Gesamtwochen, AuszeichnungChartsChartplatzierungen (Jahr, Titel, Platzierungen, Wochen, Auszeichnungen, Anmerkungen) | Anmerkungen                                    |
| Jahr | Titel                              | US | Anmerkungen                                    |
| ---- | ---------------------------------- | --- | ---------------------------------------------- |
| 2023 | Drowning                           | US162 (2 Wo.)US | Erstveröffentlichung: 10. Februar 2023 Mixtape |
| 2024 | That Ain’t No Man That’s the Devil | US24 Gold · (6 Wo.)US | Erstveröffentlichung: 6. September 2024        |
| 2025 | Sex Hysteria                       | US8 (… Wo.)US | Erstveröffentlichung: 18. Juli 2025            |

EP
- If I Died Last Night (2022)

### Lieder
| Jahr | Titel Album                                                       | Höchstplatzierung, Gesamtwochen, AuszeichnungChartplatzierungen (Jahr, Titel, Album, Platzierungen, Wochen, Auszeichnungen, Anmerkungen) | Höchstplatzierung, Gesamtwochen, AuszeichnungChartplatzierungen (Jahr, Titel, Album, Platzierungen, Wochen, Auszeichnungen, Anmerkungen) | Anmerkungen                                              |
| Jahr | Titel Album                                                       | UK | US | Anmerkungen                                              |
| --- | ----------------------------------------------------------------- | --- | --- | -------------------------------------------------------- |
| 2021 | Always Been You Drowning                                          | — | US95 Platin · (1 Wo.)US | Erstveröffentlichung: 24. November 2021                  |
| 2022 | Pray Drowning                                                     | UK66 (2 Wo.)UK | US95 Gold · (1 Wo.)US | Erstveröffentlichung: 18. Februar 2022                   |
| 2023 | Heartbroken Diplo Presents Thomas Wesley, Chapter 2: Swamp Savant | — | US64 (5 Wo.)US | Erstveröffentlichung: 21. Juli 2023 mit Diplo und Polo G |
| 2023 | Wild Ones That Ain’t No Man That’s the Devil                      | — | US35 ×3Dreifachplatin · (37 Wo.)US | Erstveröffentlichung: 6. Oktober 2023 mit Jelly Roll     |
| 2024 | High Road 9 Lives                                                 | — | US22 (40 Wo.)US | Erstveröffentlichung: 7. Juni 2024 mit Koe Wetzel        |
| 2024 | Dirty That Ain’t No Man That’s the Devil                          | — | US79 (1 Wo.)US | Erstveröffentlichung: 2. August 2024 mit Teddy Swims     |
| 2025 | Blue Strips Sex Hysteria                                          | — | US15 (… Wo.)US | Erstveröffentlichung: 11. April 2025                     |
| 2025 | Touch Me Like a Gangster Sex Hysteria                             | — | US56 (4 Wo.)US | Erstveröffentlichung: 6. Juni 2025                       |
| Folgende Lieder erschienen nicht als Single, wurden aber durch das Album zum Download und Streaming bereitgestellt und konnten somit eine Platzierung erlangen: |                                                                   | | |                                                          |
| |                                                                   | | |                                                          |
| 2025 | 1965 Sex Hysteria                                                 | — | US84 (1 Wo.)US |                                                          |

Weitere Singles
- Upgrade (2021)
- When I’m Not Around (2021)
- I Would’ve (2022; US: Gold)
- While You’re at It (2022; US: Gold)
- How Could You (2022; US: Gold)
- Texas (mit Maren Morris, 2023)
- Son of a Bitch (2024)
- Cold (2024)
- I Hope It Hurts (2024)
- Someone in This Room (featuring Bailey Zimmerman, 2024)
- Sip (2024)

## Auszeichnungen für Musikverkäufe
| Goldene Schallplatte - Australien - 2025: für die Single High Road - Kanada - 2023: für die Single Pray - 2024: für das Album That Ain’t No Man That’s the Devil - Neuseeland - 2023: für die Single Always Been You - 2024: für die Single Pray - 2024: für die Single Heartbroken | Platin-Schallplatte - Australien - 2024: für die Single Wild Ones - Kanada - 2023: für die Single Always Been You - 2024: für die Single High Road - Neuseeland - 2024: für die Single Wild Ones 3× Platin-Schallplatte - Kanada - 2025: für die Single Wild Ones |

Anmerkung: Auszeichnungen in Ländern aus den Charttabellen bzw. Chartboxen sind in ebendiesen zu finden.
| Land/RegionAuszeichnungen für Musikverkäufe (Land/Region, Auszeichnungen, Verkäufe, Quellen) | Gold       | Platin       | Verkäufe  | Quellen          |
| -------------------------------------------------------------------------------------------- | ---------- | ------------ | --------- | ---------------- |
| Australien (ARIA)                                                                            | Gold1      | Platin1      | 105.000   | aria.com.au      |
| Kanada (MC)                                                                                  | 2× Gold2   | 5× Platin5   | 480.000   | musiccanada.com  |
| Neuseeland (RMNZ)                                                                            | 3× Gold3   | Platin1      | 75.000    | radioscope.co.nz |
| Vereinigte Staaten (RIAA)                                                                    | 5× Gold5   | 4× Platin4   | 6.500.000 | riaa.com         |
| Insgesamt                                                                                    | 11× Gold11 | 11× Platin11 |           |                  |